# Arnold Ruiner
Arnold Ruiner (* 8. Februar 1937 in Tesswitz; † 28. Oktober 2011 in Wallendorf) war ein österreichischer Radrennfahrer. Er war einer der besten Rennfahrer seines Landes Ende der 1950er Jahre/Anfang der 1960er Jahre.

## Sportliche Laufbahn
Arnold Ruiner fuhr für die Vereine Union Peterquelle und Union Creme-Lanol. 1960 startete er bei den Olympischen Sommerspielen 1960 in Rom und belegte im Straßenrennen als bester Österreicher den 35. Platz. Im Frühjahr der Saison konnte er in der Tunesien-Rundfahrt den vierten Platz belegen.
Vier Mal wurde Ruiner österreichischer Staatsmeister: 1960, 1961 und 1965 im Mannschaftszeitfahren, 1962 im Straßenrennen. Fünf Mal startete er bei UCI-Straßen-Weltmeisterschaften sowie zehn Mal bei der Österreich-Rundfahrt. 1959 belegte er bei der Rundfahrt Platz fünf in der Gesamtwertung und 1965 Platz acht. 1960 siegte er in der Niederösterreich-Rundfahrt. Bei der Internationalen Friedensfahrt belegte er 1962 den 24. Platz.

## Erfolge
1959
- eine Etappe Österreich-Rundfahrt

1960
- Österreichischer Meister – Mannschaftszeitfahren

1961
- Österreichischer Meister – Mannschaftszeitfahren

1962
- Österreichischer Meister – Straßenrennen

1965
- Österreichischer Meister – Mannschaftszeitfahren